# Метрополітен Балтимора
Метрополітен Балтимора — система метрополітену в місті Балтимор, Меріленд, США. Метрополітен обслуговується транспортною адміністрацією міста Балтимор. Близько 10 км метрополітену проходить під землею, на лінії 8 підземних станцій. Решта знаходиться або на рівні землі, або над нею.

## Історія
Метрополітен у Балтиморській агломерації був запланований у плані розвитку міста 1966 року. Тоді передбачалося 6 радіальних ліній. Але витрати на будівництво зростали занадто швидкими темпами і були непомірними для федерального бюджету США. Тому було вирішено будувати лише одну лінію. Будівництво розпочалося в 1976 році. Початкова ділянка складалася з 9 станцій та 12,2км. Південна частина лінії, яка повинна була зв'язати Балтимор і сусідній округ Енн-Арундел не була добудована.

## Рухомий склад

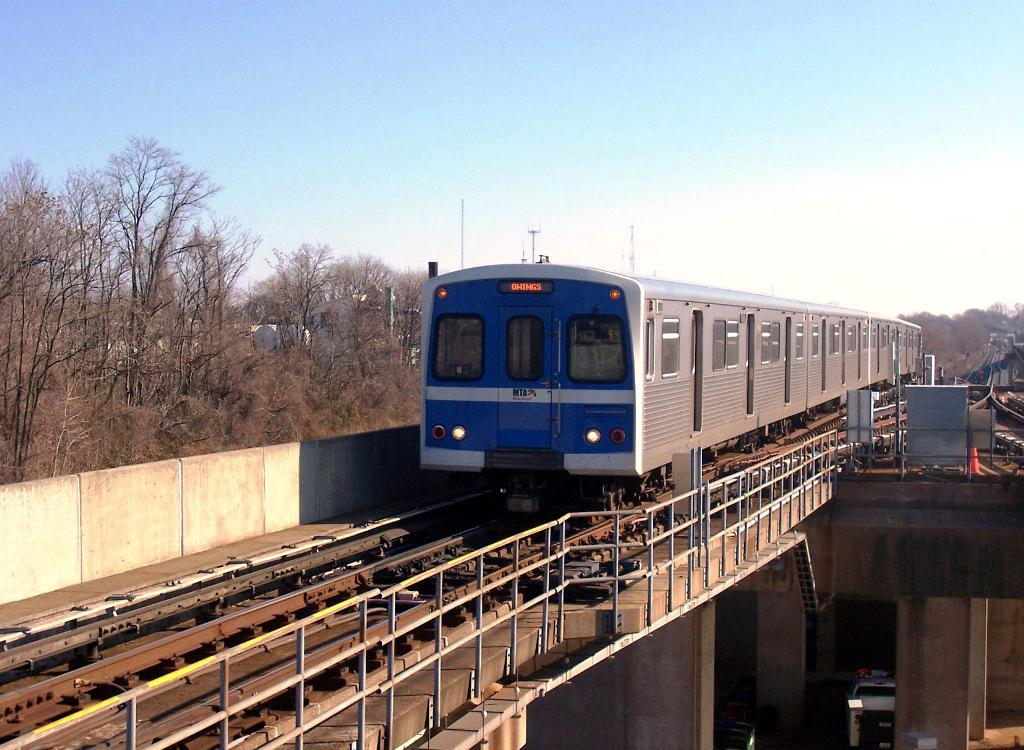
Потяг на естакадній ділянці

Лінія обслуговується рухомим складом виробництва компанії Budd, з північно-східної Філадельфії. Більшість вагонів була поставлена до відкриття лінії у 1983 році, до розширення 87 року була придбана невелика додаткова партія майже однакових з попередніми вагонів. Ця ж модель вагонів також використовується метрополітеном Маямі що відкрився через півроку. Потяги живляться від контактної рейки та мають максимальну швидкість 110 км/г. В найближчі роки планується повністю оновити рухомий склад.

## Режим роботи
Інтервал руху починається від 8 хвилин у годину пік, 10 хвилин у день (по буднях), 11 хвилин пізно ввечері та весь день у вихідні та свята. Подорож між кінцевими станціями займає приблизно 30 хвилин.

## Вартість проїзду
Актуальні на 2018 рік тарифи.
- Квиток на одну поїздку коштує 1,80 долара.
- Квиток з необмеженою кількістью поїздок  на усіх видах транспорту на один день коштує 4,20 долара.
- На один тиждень 20 доларів та на місяць 72 долара.
- Існують пільги для інвалідів та людей похилого віку.

## Станції
| Станція                                                                 | Пересадка на наземний транпорт                                                                               | Розташування                               | Тип                              | Дата Відктиття    | Вигляд |
| ----------------------------------------------------------------------- | --- | ------------------------------------------ | -------------------------------- | ----------------- | ------ |
| «Овінгс Міллс» (англ. Owings Mills)                                     | Автобуси № 87, 89                                                                                            | Овінгс Мілс, передмістя Балтимора          | Наземна з острівною платформою   | 20 липня 1987     |        |
| «Олд Корт» (англ. Old Court)                                            | Автобуси № 37, 83, 92                                                                                        | Лохерн, західне передмістя Балтимору       | Наземна з острівною платформою   | 20 липня 1987     |        |
| «Мілфорд Мілл» (англ. Milford Mill)                                     | Автобуси № 81, 85                                                                                            | Лохерн, західне передмістя Балтимору       | Наземна з острівною платформою   | 20 липня 1987     |        |
| «Рейстерстаун Плейз» (англ. Reisterstown Plaza)                         | Автобус № 82                                                                                                 | Вабаш авеню, Балтимор                      | Естакадна з острівною платформою | 21 листопада 1983 |        |
| «Роджерс авеню» (англ. Rogers Avenue)                                   | Автобуси № 28, 30, 31, 34, 80, 82                                                                            | Хайвард авеню, Балтимор                    | Естакадна з острівною платформою | 21 листопада 1983 |        |
| «Вест Колдспрінг» (англ. West Coldspring)                               | Автобуси № 28, 82                                                                                            | Вабаш авеню, Балтимор                      | Естакадна з острівною платформою | 21 листопада 1983 |        |
| «Мондовмін» (англ. Mondawmin)                                           | Автобуси № 16, 21, 22, 51, 52, 53, 54, 91, 97                                                                | Ліберті Хейтс авеню, Балтимор              | Підземна з острівною платформою  | 21 листопада 1983 |        |
| «Пенн-Норт» (англ. Penn–North)                                          | Автобуси № 7, 13, 21, 54, 91                                                                                 | Пенсильванія авеню та Норт авеню, Балтимор | Підземна з острівною платформою  | 21 листопада 1983 |        |
| «Аптон—Авеню Маркет» (англ. Upton–Avenue Market)                        | Автобус № 7                                                                                                  | Пенсильванія авеню, Балтимор               | Підземна з острівною платформою  | 21 листопада 1983 |        |
| «Стейт Центр / Культурний Центр» (англ. State Center / Cultural Center) | Автобуси № 5, 19, 21, 27, 91 та у кроковій досяжності станція ЛРТ                                            | Престон-стріт, Балтимор                    | Підземна з острівною платформою  | 21 листопада 1983 |        |
| «Лексінгтон Маркет» (англ. Lexington Market)                            | Автобуси № 5, 15, 19, 23, 27, 47, 91, 120, 150, 320 та у кроковій досяжності станція ЛРТ                     | Юта-стріт, Лексінгтон-стріт, Балтимор      | Підземна з острівною платформою  | 21 листопада 1983 |        |
| «Чарльз Центр» (англ. Charles Center)                                   | Автобуси № 1, 3, 5, 8, 10, 11, 20, 23, 30, 35, 36, 40, 46, 48, 61, 64, 91, 120, 150, 160, 310, 410, 411, 420 | Чарльз-стріт, Балтимор                     | Підземна з острівною платформою  | 21 листопада 1983 |        |
| «Шот Тауер — Маркет Плейс» (англ. Shot Tower–Market Place)              | Автобуси № 7, 10, 11, 20, 23, 40                                                                             | Соут Президент-стріт, Балтимор             | Підземна з острівною платформою  | 31 травня 1995    |        |
| «Лікарня Джона Хопкінса» (англ. Johns Hopkins Hospital)                 | Автобуси № 5, 13, 15, 35, 46, 47, 104, 120, 160, 210, 215, 310, 320, 411, 420                                | Норт бродвей, Балтимор                     | Підземна з острівною платформою  | 31 травня 1995    |        |